# Toyoura
Toyoura (豊浦町?) è una cittadina giapponese della prefettura di Hokkaidō.